# Manuel Ussel de Guimbarda
Manuel Ussel de Guimbarda (La Habana, Cuba, 26 de noviembre de 1833 - Cartagena, España, 9 de mayo de 1907) fue un pintor español que firmaba sus obras como Manuel Wssel de Guimbarda. Su obra puede contemplarse en el Museo de Bellas Artes de Murcia, la colección Bellver de Sevilla y en el Museo Carmen Thyssen Málaga.

## Biografía

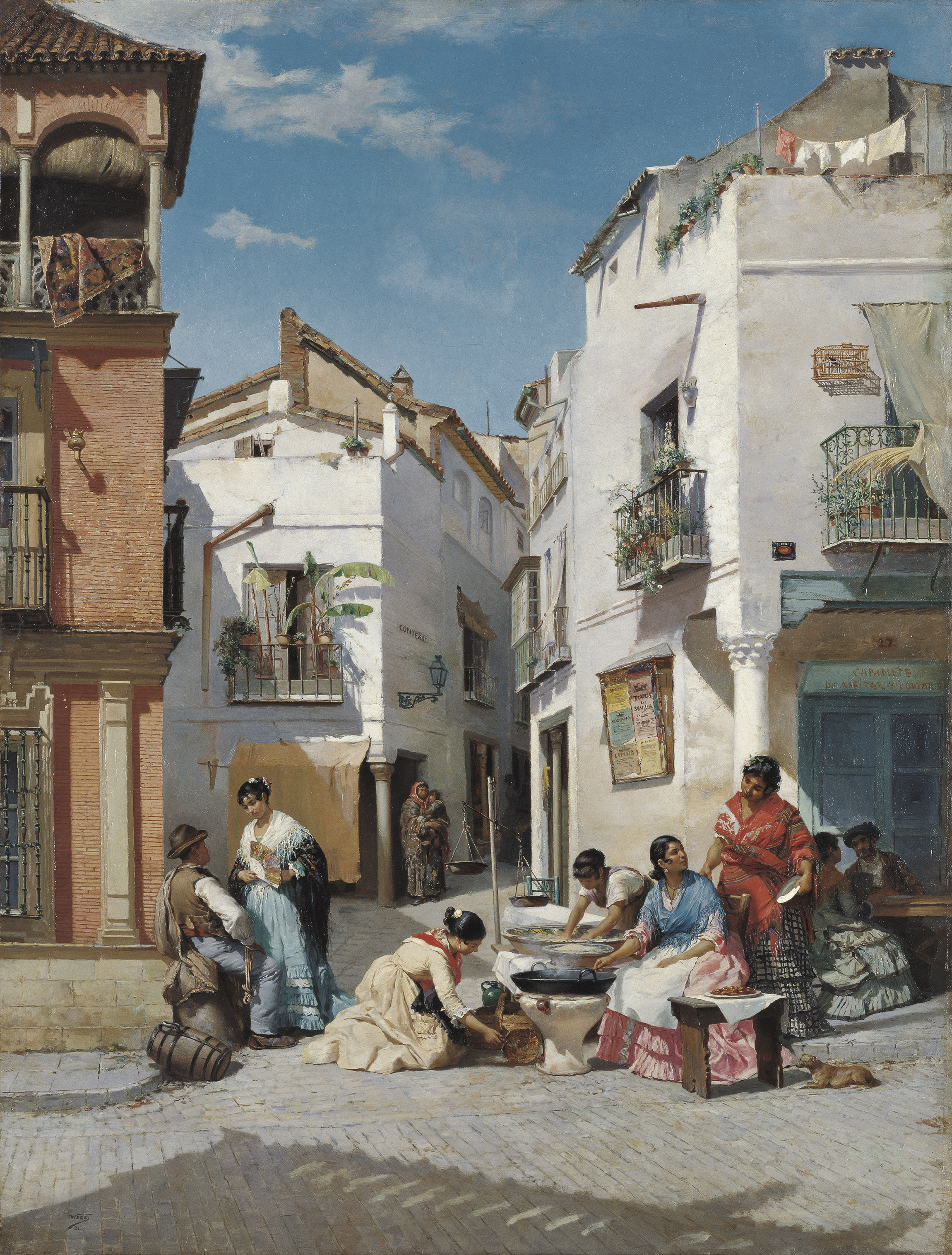
Vendedoras de rosquillas en una calle de Sevilla (1881). Colección Carmen Thyssen-Bornemisza.

Nació en La Habana, donde estaba destinado su padre, que era militar de carrera. En 1841, tras quedar huérfano de madre, regresó con su padre a España para instalarse en la ciudad de San Fernando. Posteriormente viajó a Madrid, donde al parecer cursó estudios de Bellas Artes durante los años 1843 y 1844, antes de instalarse en Cartagena, donde continuó su desarrollo artístico y se casó con Adelaida Angosto Lapizburu, perteneciente a una de las familias más ricas e importantes de la localidad.
Tras la muerte de su padre se trasladó a Sevilla donde se estableció durante casi veinte años, desde 1867 hasta 1886. En esta ciudad se consolidó definitivamente como artista y realizó numerosos lienzos que incluyen obras de temática histórica, religiosa y costumbrista. Fue uno de los impulsores del círculo paisajístico de Alcalá de Guadaíra.
Siempre atento a lo sucedido en Cartagena y siguiendo de cerca las noticias de la insurrección cantonal, Ussel regresó a dicha ciudad en 1886 e instaló su estudio en la calle Caballero. Alumnos suyos fueron: Andrés Barceló, Julio Villas Moreno, José Lizana, Alfonso Siles, Vicente Ros, Elena Briones, Clara Cabanellas, Ángeles Aguirre, María Luisa Vélez y Rosita Figueras.
En Cartagena, Ussel pintó para el Café Imperial, el Ateneo, y el retablo de la iglesia de Santa María de Gracia, pero donde dejó auténtica huella fue en la Basílica de la Caridad, donde decoró la bóveda del camarín y los muros con las imágenes de los Cuatro Santos,  San Isidoro, San Leandro, Santa Florentina y San Fulgencio, así como Santa Teresa de Ávila y San Juan de Dios.
En Lorca pintó el conjunto de pinturas murales que decoran el Palacio Huerto Ruano y que representan a las cuatro estaciones del año y las actividades liberales, industria, comercio, agricultura etc. La ciudad de Lorca también posee otra obra de este autor, el Crucificado, que preside la parte central del ábside de la Colegiata de San Patricio. En Alhama de Murcia dejó un Sagrado Corazón de María que se conserva en la parroquia de la Concepción.